# Todor Kableschkow

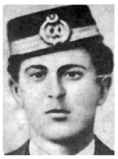
Todor Kableschkow

Todor Kableschkow (bulgarisch Тодор Каблешков; * 13. Januar 1851 in Kopriwschtiza, damals Osmanisches Reich; † 16. Juni 1876 bei Gabrowo, heute in Bulgarien) war ein bulgarischer Revolutionär und Freiheitskämpfer. 

## Leben
Er war Absolvent der Kaiserliche Galatasaray-Eliteschule in der osmanischen Hauptstadt Konstantinopel. Kableschkow war Mitorganisator und Führer des Aprilaufstandes von 1876. Durch einen mit Blut geschriebenen Brief an das Revolutionskomitee in Panagjurischte am 20. April 1876 wurde der Aufstand 11 Tage früher als ursprünglich vereinbart ausgerufen. Türkische Truppen schlugen den Aufstand nieder. Während des Aufstandes wurde Kableschkow gefangen genommen. Um sich einem Tod durch den Strang zu entziehen, tötete er sich selbst.
Seit 2011 trägt ihm zu Ehren der Kableshkov Ridge im antarktischen Grahamland seinen Namen.